# Margaret Powell
Margaret Powell (Sussex, 1907- abril de 1984) fue una escritora británica. 
Su libro titulado Below Stairs relata sus experiencias en el servicio doméstico. Gracias al éxito de ventas, escribió dos libros posteriormente y llegó a convertirse en una personalidad televisiva. Below Stairs inspiró la serie de televisión Los de arriba y los de abajo y Beryl´s Lot, así como Abadía de Downton.

## Primeros años de vida y servicio doméstico
Margaret Powell nació en Hove, cerca de Brighton, en el seno de una familia humilde. Su padre, Harry, trabajaba intermitentemente como pintor de brocha gorda; su madre, Florence, se dedicaba al servicio doméstico. Los padres, los abuelos y los seis hermanos de Margaret, convivían en tres habitaciones. Gracias a su inteligencia y a su fuerza de voluntad, aprovechó el escaso tiempo libre que tenía para leer y acceder a la escuela primaria pero la precaria situación familiar impidió que estudiara y tuvo que trabajar desde muy joven. Hasta los 15 años trabajó en una lavandería y más adelante como doncella, primero en Hove y luego en Londres. Como tenía cierta experiencia, prefirió ser ayudante de cocina y, poco después, cocinera. Dada su valentía, imaginación y consistencia, consiguió aprender a dominar los fogones de la cocina.
Logró escapar del servicio doméstico casándose con un lechero llamado Albert Powell. Tuvo tres hijos y cuando estos estaban en la escuela primaria, hacia la Segunda Guerra Mundial, volvió a trabajar en el servicio doméstico. Poco después, cuando su hijo mayor se estaba preparando para acceder a la universidad, comenzó a ir a conferencias y clases nocturnas en la universidad. Fue entonces cuando comenzó a escribir sus memorias.

## Ámbito literario
Gracias a sus memorias, se convirtió en una de las cocineras más famosas de su tiempo. No por sus guisos sino por su descripción de la vida de las personas que vivían “en el piso de abajo”. Publicó Below Stairs en el año 1968, del que llegó a vender 14.000 ejemplares el primer año. Posteriormente escribió después otros dos libros autobiográficos. También escribió algunas novelas y participó en muchos programas de televisión. En las postrimerías de su vida, la muchacha pobre se había convertido en una anciana que consiguió formarse y relatar sus vivencias. Cuando murió en abril del 1984 con 76 años a causa del cáncer, dejó un patrimonio de 77.000 libras a sus descendientes.

## Obra
Su primer libro, Below Stairs, se inscribe en una corriente de memorias escritas por miembros de la clase obrera iniciada en la década de los años 50. Su libro recoge los recuerdos de una mujer luchadora que escribe con frescura y sentido del humor.
Margaret Powell dedicó todas sus fuerzas a desmontar el sistema que dividía a los seres humanos en dos grupos de personas que vivían de forma diametralmente opuestas bajo un mismo techo, los de arriba y los de abajo. La división entre “nosotros” y “ellos” servía para hacerse una idea de qué vida tenían los sirvientes que hacían posible que sus señores llevaran una vida llena de lujos.

## Libros
- 1968, Below Stairs. London: Peter Davies.ISBN 9780432118009. En el piso de abajo, Alba editorial. Traducción de Elena Bernardo Gil para Alba Editorial, 2013.

- 2011, Below Stairs: the bestselling memoirs of a 1920s kitchen maid. London: Pan Macmillan.ISBN 9780330535380
- 2012, Below Stairs: the classic kitchen maid's memoir that inspired "Upstairs, Downstairs" and "Downton Abbey". New York: St Martin's Press.ISBN 9781250005441
- 1969, Climbing the Stairs. London: Peter Davies.ISBN 9780432118016
- 2011, Climbing the Stairs; From Kitchen Maid to Cook: the heartwarming memoir of a life in service. London: Pan.ISBN 9781447201960
- 1970, The Margaret Powell Cookery Book. London: Peter Davies.ISBN 0-432-11802-0
- 1971, Margaret Powell's London Season. London: Peter Davies.ISBN 0-432-11804-7
- 1970, The Treasure Upstairs. London: Peter Davies.ISBN 0-432-11803-9